# شهرستان گریگوری پل
شهرستان گریگوری پل (به لاتین: Grigoriopol District) یک منطقهٔ مسکونی در مولداوی است که در ترانس‌نیستریا واقع شده‌است. شهرستان گریگوری پل ۸۲۲ کیلومتر مربع مساحت و ۴۰٬۰۰۰ نفر جمعیت دارد.